# Johanna Charlotte Unzer
Johanna Charlotte Unzer (Halle, 17 de noviembre de 1724 — Altona-Altstadt, 29 de enero de 1782) fue una poeta y filósofa alemana famosa por su trabajo en favor de la educación de las mujeres, a las que también quiso facilitar el acceso a la filosofía. Fue también conocida por su poesía anacreóntica.

## Trayectoria
Unzer nació en el seno de una familia culta en Halle, centro neurálgico del pietismo. Su padre era un organista, compositor y profesor de música que estudió con Johann Sebastian Bach y su madre era fabricante de relojes. Aprendió literatura y filosofía de manera autodidacta. En 1751, se casó con Johann August Unzer.
Se dedicó fundamentalmente a la poesía y a la filosofía, disciplina desde la que abordaba cuestiones como el espacio y el tiempo, la casualidad y la necesidad, el cuerpo y el alma o la existencia de Dios. Su primer libro de filosofía Compendio de sabiduría universal para la mujer se publicó en 1751. En él explica los conceptos fundamentales de la filosofía con palabras sencillas pues estaba dotada de gran capacidad pedagógica. Ese mismo año se publicó un libro de poemas titulado Intento de poemas lúdicos. En años sucesivos publicó varios libros de poesía más.
Fue una de las más significativas autoras alemanas de poesía anacreóntica (composición lírica en verso de arte menor que canta a los placeres de la vida, el vino y el amor). Escribió canciones para beber "cargadas de alusiones pastorales, canciones de coqueteo alegre, odas racionalistas y poemas a la naturaleza".
Recibió el premio imperial Dichterkrone en 1753 y la 'corona de laurel' de la Universidad de Helmstedt en el mismo año.
Falleció en 1782 a la edad de 57 años.

## Trabajos publicados
Obras de Johanna Charlotte Unzer citadas en Una Enciclopedia de Escritores de Mujeres Continentales.
- Grundriß einer Welt weißheit für das Frauenzimmer (Compendio de sabiduría universal para la mujer), 1751.
- Grundriß einer natürlichen Historie und eigentlichen Naturlehre für das Frauenzimmer (Fundamentos de Historia Natural y de la Naturaleza para Mujeres), 1751.
- Versuch En Scherzgedichten (Intento de poemas lúdicos), 1751.
- Versuch En sittlichen und zärtlichen Gedichten (Intento de poemas morales y tiernos), 1754.
- Fortgesetzte Versuche En sittlichen und zärtlichen Gedichten (Intentos continuados de poemas morales y tiernos), 1766.

Obras citadas en la "Base de datos de las mujeres alemanas Sophie" y publicadas póstumamente:
- Nachricht, Fráncfort am Principal, 1991.
- Der Sieg der Liebe, Fráncfort am Principal, 1991.
- Dado Sommernacht, Fráncfort am Principal, 1991.